# Kalvin Phillips
Kalvin Mark Phillips (* 2. Dezember 1995 in Leeds) ist ein englisch-jamaikanischer Fußballspieler. Der defensive Mittelfeldspieler steht seit Juli 2022 bei Manchester City unter Vertrag und ist momentan an Ligarivale Ipswich Town verliehen.

## Karriere

### Vereine
Nachdem er zuvor, seit seinem 15. Lebensjahr, in der Jugendakademie des Vereins gespielt hatte, unterzeichnete Phillips im Sommer 2014 seinen ersten professionellen Vertrag bei Leeds United. In der Saison 2014/15 war er jedoch hauptsächlich für die Development- und U-18-Mannschaft im Einsatz. Im Kader der ersten Mannschaft war er erstmals im FA-Cup-Spiel am 4. Januar 2015 gegen den AFC Sunderland. Sein Debüt für die Profimannschaft gab er am 6. April 2015 bei der 3:4-Auswärtsniederlage gegen die Wolverhampton Wanderers. Bei der 1:2-Heimniederlage im nächsten Ligaspiel gegen Cardiff City erzielte er in seinem erst zweiten Profieinsatz sein erstes Tor für die Peacocks. Am Ende der Saison unterschrieb er einen neuen Zweijahresvertrag. Erst in der Saison 2016/17 etablierte sich der Mittelfeldspieler in der Startformation und kam in 40 Spielen zum Einsatz. Die nächste Spielzeit 2017/18 startete er mit einem Doppelpack beim 3:2-Auswärtserfolg gegen die Bolton Wanderers. In der weiteren Saison traf er fünf weitere Male und assistierte drei weitere. Am Ende der Spielzeit 2018/19 klassierte er sich mit seiner Mannschaft auf dem dritten Tabellenrang und qualifizierte sich damit für die Play-offs zum Aufstieg in die erstklassige Premier League, bei denen man jedoch bereits im Halbfinale gegen Derby County scheiterte. Mit 44 Einsätzen trug der defensive Mittelfeldspieler zu der starken Saison einen großen Beitrag bei. In der Spielzeit 2019/20 gelang als Meister der Aufstieg in die Premier League.
Zur Saison 2022/23 wechselte Phillips zum Ligakonkurrenten Manchester City. Er unterschrieb mit dem amtierenden englischen Meister einen bis zum 30. Juni 2028 datierten Vertrag. Er konnte aber sich nicht im Mittelfeld durchsetzen, gewann aber durch zahlreiche Kurzeinsätze bisher vier Titel. Seinen einzigen Pflichtspieltreffer für City schoss er in der Champions League-Gruppenphase am 13. Dezember 2023 bei Roter Stern Belgrad (3:2). Im Wintertransferfenster der Saison 2023/24 verließ er Manchester City und wurde zu West Ham United mit Kaufoption bis zum Saisonende ausgeliehen. Diese wurde jedoch nicht gezogen und es folgte eine weitere Leihe über ein Jahr zum Ligarivalen Ipswich Town.

### Nationalmannschaft
Sein Debüt für die Englische A-Nationalmannschaft gab der Spieler am 8. September 2020 im UEFA-Nations-League-Spiel gegen Dänemark (0:0). Im Jahr 2021 wurde Phillips in den Kader für die Europameisterschaft berufen, der das Finale gegen Italien im Elfmeterschießen im heimischen Wembley-Stadion verlor. Dort kam er in allen sieben Turnierspielen zum Einsatz. Im Dezember 2022 wurde er auch in den Kader für die Weltmeisterschaft in Katar berufen und bestritt dort zwei Partien. Am 19. Juni 2023 erzielte er beim 7:0-Heimsieg im EM-Qualifikationsspiel gegen Nordmazedonien seinen ersten Treffer für die Auswahl. Seit November 2023 wurde Phillips allerdings nicht mehr vom Nationaltrainer berücksichtigt.

## Erfolge
International
- Champions-League-Sieger: 2023
- Klub-Weltmeister: 2023

England
- Meister: 2023
- Pokalsieger: 2023
- Supercupsieger: 2024 (ohne Einsatz)
- Zweitligameister und Aufstieg in die Premier League: 2020